# کتلزهیوم
کتلزهیوم (به انگلیسی: Kettleshulme) یک روستا و محله مدنی در بریتانیا است که در چشر شرقی واقع شده‌است. کتلزهیوم ۳۵۳ نفر جمعیت دارد.